# 마리에 로베르트손
마리에 로베르트손(Marie Robertson, 1977년 4월 14일 ~ )은 스웨덴의 배우이다.

## 출연 작품
- 파일럿 (2012)
- 리얼 휴먼 (2012)
- 나의 멋진 친구들 (2011)
- 랠리걸즈 (2008)